# Fluido

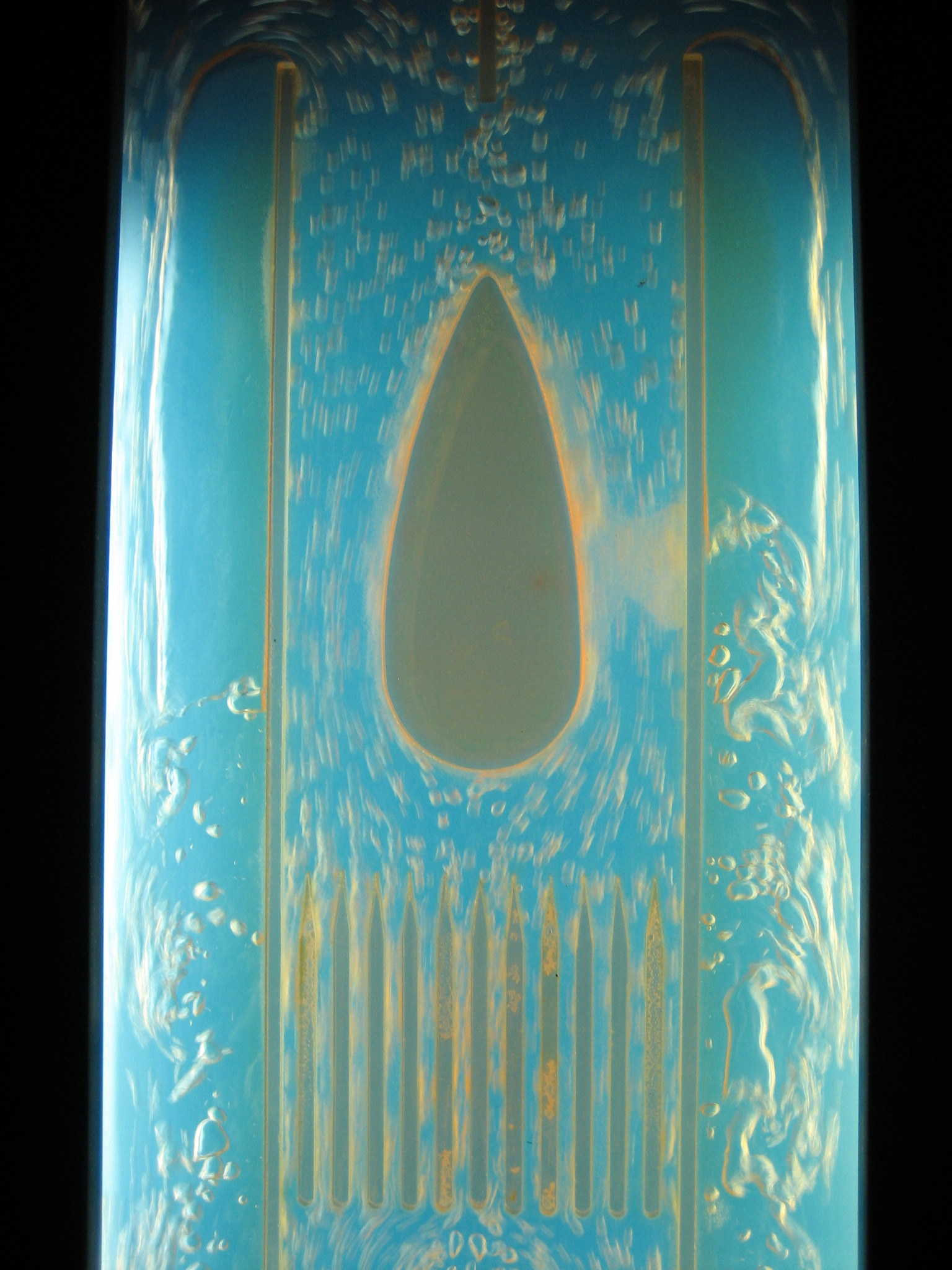
Flujo alrededor de un objeto con perfil aerodinámico visualizado con burbujas de aire, fotografiado en el Museo de Ciencia y Tecnología de Shanghái.

Se denomina fluido a un tipo de medio continuo formado por alguna sustancia entre cuyas partículas solo hay una fuerza de atracción débil. La propiedad definitoria es que los fluidos pueden cambiar de forma sin que aparezcan en su seno fuerzas restitutivas tendentes a recuperar la forma «original» (lo cual constituye la principal diferencia con un sólido deformable, donde sí hay fuerzas restitutivas).
Un fluido es un conjunto de partículas que se mantienen unidas entre sí por fuerzas cohesivas débiles y las paredes de un recipiente; el término engloba a los líquidos y los gases.
En el cambio de forma de un fluido la posición que toman sus moléculas varía ante una fuerza aplicada sobre ellas, pues justamente fluyen. Los líquidos toman la forma del recipiente que los aloja, manteniendo su propio volumen, mientras que los gases carecen tanto de volumen como de forma propias. Las moléculas no cohesionadas se deslizan en los líquidos y se mueven con libertad.

## Propiedades físicas
- Movimiento no acotado de las moléculas. Son infinitamente deformables, los desplazamientos que un punto material o molécula puede alcanzar en el seno del fluido no están determinados (esto contrasta con los sólidos deformables, cuyos desplazamientos están mucho más limitados). Esto se debe a que sus moléculas no tienen una posición de equilibrio, como sucede en los sólidos donde la mayoría de moléculas ejecutan pequeños movimientos alrededor de sus posiciones de equilibrio.
- Compresibilidad. Todos los fluidos son compresibles en cierto grado. No obstante, los líquidos son altamente incompresibles a diferencia de los gases que son altamente compresibles. Sin embargo, la compresibilidad no diferencia a los fluidos de los sólidos, ya que la compresibilidad de los sólidos es similar a la de los líquidos.
- Viscosidad, aunque la viscosidad en los gases es mucho menor que en los líquidos. La viscosidad hace que la velocidad de deformación pueda aumentar las tensiones en el seno del medio continuo. Esta propiedad acerca a los fluidos viscosos a los sólidos viscoelásticos.
- Distancia Molecular Grande: Esta es una de las características de los fluidos, ya que sus moléculas se encuentran separadas a una gran distancia en comparación con los sólidos y esto le permite cambiar muy fácilmente su velocidad debido a fuerzas externas y facilita su compresión.
- Fuerzas de Van der Waals: Esta fuerza fue descubierta por el físico neerlandés Johannes Van der Waals, el cual encontró la importancia de considerar el volumen de las moléculas y las fuerzas intermoleculares y la distribución de cargas positivas y negativas en las moléculas estableciendo la relación entre presión, volumen y temperatura de los fluidos.
- Ausencia de memoria de forma, es decir, toman la forma del recipiente que lo contenga, sin que existan fuerzas de recuperación elástica como en los sólidos. Debido a su separación molecular los fluidos no poseen una forma definida por tanto no se puede calcular su volumen o densidad a simple vista; para esto se introduce el fluido en un recipiente del cual toma la forma y así podemos calcular su volumen y densidad, lo que facilita su estudio. Esta última propiedad es la que diferencia más claramente a fluidos (líquidos y gases) de sólidos deformables.

Para el estudio de los fluidos es indispensable referirnos a la mecánica de fluidos que es la ciencia que estudia los movimientos de los fluidos y una rama de la mecánica de medios continuos. También estudia las interacciones entre el fluido y el contorno que lo limita.

## Propiedades
Las propiedades de un fluido son las que definen el comportamiento y características del mismo tanto en reposo como en movimiento. Existen propiedades primarias y propiedades secundarias del fluido.

### Propiedades primarias
Propiedades primarias o termodinámicas:
- Presión
- Densidad
- Temperatura
- Energía interna
- Entalpía
- Entropía
- Calor específico
- Viscosidad
- Cohesión
- Volumen
- Peso y volumen específicos

### Propiedades secundarias
Caracterizan el comportamiento específico de los fluidos:
- Viscosidad
- Conductividad térmica
- Tensión superficial
- Compresibilidad
- Capilaridad
- Difusividad

## Descripción de los fluidos

### Clasificación
Los fluidos se pueden clasificar de acuerdo a diferentes características, de acuerdo con su comportamiento viscosos que presentan en:
- Fluidos perfectos o superfluidos
- Fluidos newtonianos
- Fluidos no newtonianos
- fluidos reales

Respecto a su densidad y tipo de movimiento de las moléculas y el estado físico un fluido puede ser clasificado en:
- Líquido
- Vapor
- Gas

Incluso el plasma puede llegar a modelarse como un fluido, aunque este contenga cargas eléctricas.

### Descripción matemática
Si bien las moléculas que forman los fluidos pueden cambiar su posición relativa y son elementos discretos y separables unos de otros, la manera de estudiarlos y predecir su comportamiento en la mayor parte de situaciones es tratarlos como un medio continuo. De esta forma las variables de estado del material, tales como la presión, la densidad y la velocidad, podrán ser consideradas como funciones continuas del espacio y del tiempo, conduciendo naturalmente a la descripción de los fluidos como un conjunto de campos vectoriales y escalares, que coevolucionan a medida que una masa de fluido se desplaza como un todo o cambia de forma. Las ecuaciones de movimiento que describen el comportamiento macroscópico de un fluidos bajo diversas condiciones exteriores son ecuaciones diferenciales que involucran las derivadas de diferentes magnitudes (escalares o vectoriales) respecto a las coordenadas. La ecuación que relaciona las fuerzas sobre un fluido con el llamado tensor tensión que representa las fuerzas entre diferentes moléculas es común a la de los sólidos deformables:

(*)
{\displaystyle {\begin{cases}{\cfrac {\partial \sigma _{xx}}{\partial x}}+{\cfrac {\partial \sigma _{xy}}{\partial y}}+{\cfrac {\partial \sigma _{xz}}{\partial z}}+b_{x}=\rho {\cfrac {Dv_{x}}{Dt}}\\{\cfrac {\partial \sigma _{yx}}{\partial x}}+{\cfrac {\partial \sigma _{yy}}{\partial y}}+{\cfrac {\partial \sigma _{yz}}{\partial z}}+b_{y}=\rho {\cfrac {Dv_{y}}{Dt}}\\{\cfrac {\partial \sigma _{zx}}{\partial x}}+{\cfrac {\partial \sigma _{zy}}{\partial y}}+{\cfrac {\partial \sigma _{zz}}{\partial z}}+b_{z}=\rho {\cfrac {Dv_{z}}{Dt}}\end{cases}}}

Aquí {\displaystyle \sigma _{ij}} representan las componentes del tensor de tensiones, mientras que las {\displaystyle b_{i}} representan las componentes de las fuerzas volumétricas y {\displaystyle v_{i}} son las componentes del campo de velocidades.
La diferencia entre un fluido y un sólido deformable es que en un fluido dicho tensor tensión no depende de la deformación absoluta sino, como mucho, de la velocidad de deformación. Así, para un fluido newtoniano, la ecuación constitutiva que da el tensor tensión en términos del tensor velocidad de deformación es:

{\displaystyle \sigma _{ij}=(-p+\lambda d_{kk})\delta _{ij}+2\mu d_{ij}}

que substituida en la ecuación (*) proporciona las ecuaciones de Navier-Stokes.

### Agitación molecular
Al dividir la longitud del recorrido libre promedio de las moléculas por la longitud característica del sistema, se obtiene un número adimensional denominado número de Knudsen. Calculando el número de Knudsen es fácil saber cuándo puede describirse el comportamiento de líquidos y gases mediante las ecuaciones de la dinámica de los fluidos. En efecto, si el número de Knudsen es menor que la unidad, la hipótesis del continuo podrá ser aplicada; si el número de Knudsen es similar a la unidad o mayor, deberá recurrirse a las ecuaciones de la mecánica estadística para describir el comportamiento del sistema.
Es por ello que la región de números de Knudsen cercanos o mayores que la unidad se denomina también región de gases raros.